# After The Rain LIVE 音樂特輯
《After The Rain LIVE 音樂特輯》（英語：After The Rain A Charity Live Special），是新加坡歌手林俊傑的公益演唱會，于2021年11月27日、28日在新加坡滨海湾金沙剧院舉行，共演出2場。該演出是林俊傑繼疫情後睽違將近兩年首度舉辦的實體演出，所有門票收益全數捐予當地的公益組織。
因疫情管制此次演出每一場只能容納1000名觀眾到場觀賞，所以票務則採取抽籤制進行，抽籤過程由合法審計單監督。同时，28日的演出在林俊傑官方YouTube、抖音、微博平台亦设有直播。

## 背景
這次演唱會的緣起是林俊傑有感在這長達將近兩年的疫情底下，全世界都動蕩不安，「人心」的徬徨其實是有可能造成永久的創傷的。林俊傑表示：「生理的病痛可以用藥醫治；但是心裡的創傷難以衡量，希望大家在這段困難的時刻互相關心，總有一天會痊癒的。」
透過這次公益音樂會，林俊傑希望用音樂療癒每個人的身心，更將這次演出收入一併投入捐獻，從民生貢獻一己之力，希望每個人都有安穩無虞的生活，祈禱所有因為疫情生活受影響的人們都能趕緊度過難關。此外，這次的演出，從幕前到幕後，高達99%皆為新加坡的音樂工作者。JJ表示疫情同樣重創了當地的音樂產業，希望大家能團結起來，相信最艱難的時刻總有一天會過去。

## 簡介
林俊傑開場即氣勢登台首唱新歌《Like You Do》、《因你而在》、《可惜沒如果》、《裹著心的光》… 等，也演唱過去經典歌《不流淚的機場》、《距離》… 等，更首度公開演唱未正式發表的新歌《After The Rain》+《一定會》為所有人打氣。
令人驚喜的是，演出中也邀請到近來才與林俊傑一同推出全新單曲《At Least I Had You》的Gentle Bones一起首唱這首歌。而林俊傑最後也在演出時也向所有粉絲們表示：「期待很快我們能恢復像以前的世界，大家都能自由自在的旅行、過生活，但在此之前，大家請互相保重，也一定尤其要隨時關心身邊人的內心狀態，Stay Safe and Healthy！」緊接著他以《Stay With You》為演出劃下完美句點。

## 公益

### 線下
该演出所有门票收入全數投入捐獻，受益單位為公益金組織底下的“家庭需要計畫 (Families in need)”及“精神健康輔導計劃(Persons with Mental Health Conditions)”。

### 線上
11月28的演出亦通過线上直播借助新浪微公益、字節跳動公益、星光公益聯盟等平台向中國扶貧基金會“為鄉村兒童未來加油”項目進行募捐。

## 曲目
1. Like You Do
2. 愛不會絕跡
3. 因你而在
4. 那些你很冒險的夢
5. 距離
6. 可惜沒如果
7. 離開的那一些
8. Endless Road＋害怕
9. 彈唱
10. 修煉愛情
11. 交換餘生
12. Until the Day＋偉大的渺小
13. 第幾個100天
14. 不為誰而作的歌
15. At Least I Had You（feat. Gentle Bones）
16. 你還不知道（演唱者：Gentle Bones）
17. 她說
18. Bedroom
19. After the Rain＋一定會
20. 加油
21. 裹著心的光
22. 最嚮往的地方
23. 不流淚的機場
24. 倖存者
25. Stay With You

## 幕后
主辦单位：
- JFJ Productions

協辦單位：
- 滨海湾金沙尊赏时尚

贊助單位：
- 滨海湾金沙、Unusual Productions

主創团队：
- 出品－JFJ Productions
- 監製－林俊傑、徐佩云
- 藝人經紀－徐佩云
- 節目製作－必应创造
- 製作人－周佑洋、鍾啟銓
- 執行製作－廖展榕
- 音樂製作－JFJ Productions
- 音樂總監－林俊傑、吳慶隆
- 音乐统筹－黄冠龙
- 技术总监－Roadie Pte Ltd
- 摄影团队－tshyan Cinematography
- 视频工程－Showco
- 灯光工程－Unusual
- 灯光设计－李创钦
- 视觉统筹－翁靖惠
- 化妝－高秀雯
- 髮型－Peter Wu

演出人员：
- 歌手－林俊傑
- 吉他－黃冠龍、Clement Yang
- 低音吉他－Shaun Seow
- 鼓－Pablo Calzado
- 鍵盤－吳慶隆
- 和音－David Tan、Joshua Tan、Carrie Yeo、Chen Diya
- 第一小提琴－Jocelyn Ng
- 第二小提琴－Lia Liu
- 中提琴－Diana Wang
- 大提琴－Olivia Chuang
- Programmer－Gary Leo